# Petit Neufpré
Petit Neufpré is een gehucht in de Franse gemeente Aire-sur-la-Lys in het departement Pas-de-Calais. Het ligt anderhalve kilometer ten oosten van het stadscentrum van Aire-sur-la-Lys, langs de weg naar het gehucht La Lacque. Ten noorden van Grand Neufpré loopt het Canal d'Aire. Ten noorden van dat kanaal ligt het gehucht Grand Neufpré.

## Geschiedenis
Oude vermeldingen dateren uit de 17de eeuw als Le Neufprey. De 18de-eeuwse Cassinikaart duidt de plaats aan als Neuf Pré. Ook de buurt l'Ave-Maria behoorde tot dat gehucht.
Door de aanleg van het Canal d'Aire in 1880 werd het grondgebied in twee gesneden in Grand Neufpré ten noorden van het kanaal en Petit Neufpré ten zuiden. Na het verdwijnen van de stadsvesten van Aire-sur-la-Lys op het eind van de 19de eeuw breidde de stad zich wat uit in zuidoostelijke richting en bij Petit Neufpré werd in de loop van de 20ste eeuw een nijverheidszone ingericht. Het gehucht raakte zo vergroeid met het stadscentrum van Aire-sur-la-Lys.
Aire-sur-la-Lys · Garlinghem · Glomenghem · Grand Neufpré · Houleron · La Jumelle · La Lacque · Lenglet · Mississippi · Moulin le Comte · Pecqueur · Petit Neufpré · Rincq · Saint-Martin · Saint-Quentin · Widdebrouck

Lijst van Franse gemeenten · Arrondissement Sint-Omaars · Pas-de-Calais · Hauts-de-France